# Stephen Joseph Theatre

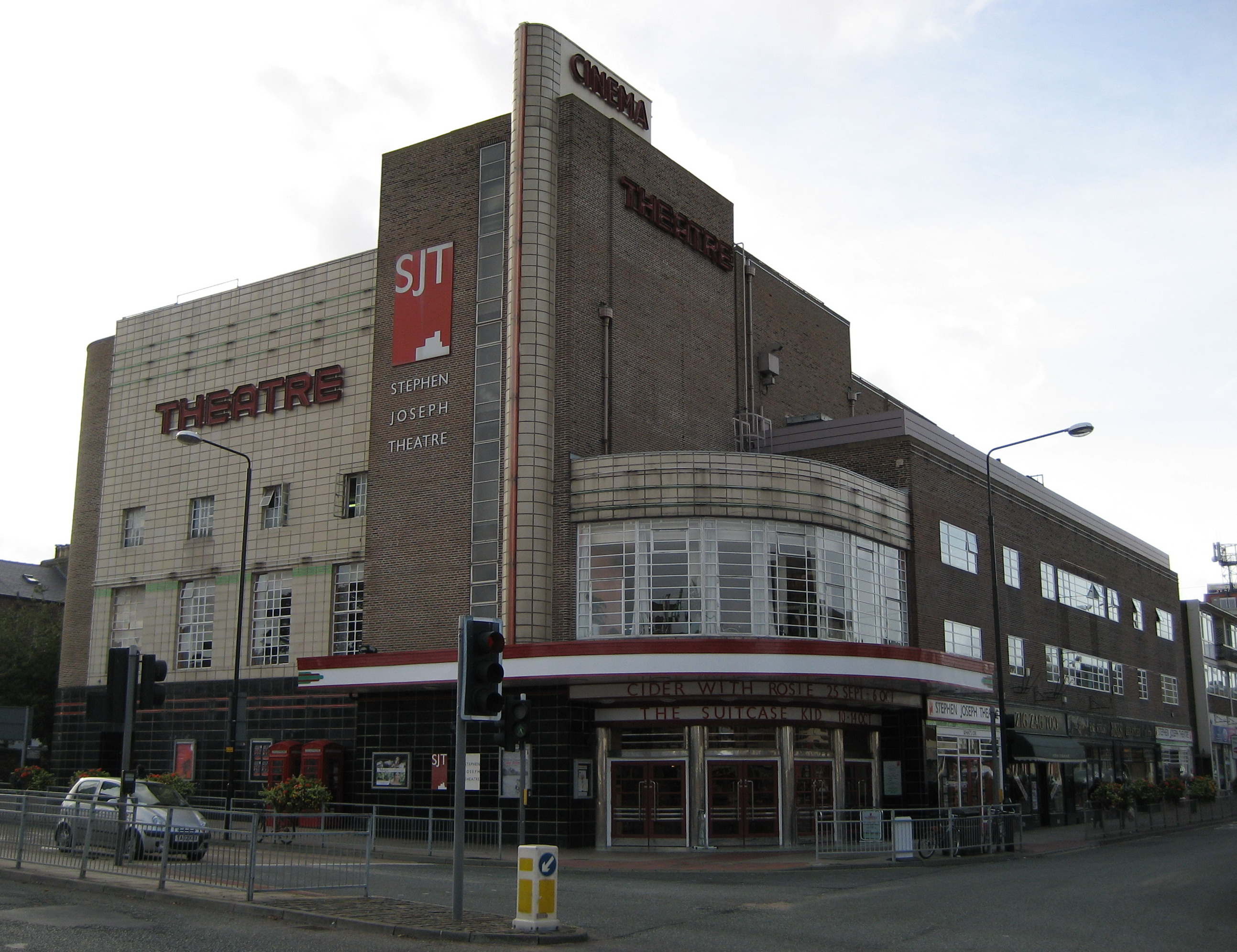
Stephen Joseph Theatre

Das Stephen Joseph Theatre ist ein Theater in Scarborough in England, das für seine ungewöhnliche Bühne bekannt ist. Das besondere daran ist, dass die Zuschauer nicht vor der Bühne, sondern um sie herum Platz nehmen. Es wird auch Theatre in the Round genannt.
Stephen Joseph, nach dem das Theater benannt ist, kam 1955 aus den USA nach Scarborough und brachte das Theatre in the Round dorthin. In diesem Theater ließ er Stücke noch unbekannter Autoren aufführen. Einer der Autoren war Alan Ayckbourn. Einige seiner Stücke wurden, nachdem sie in Scarborough Premiere hatten, auch in großen Theatern in London und am Broadway gespielt.